# カッセルの戦い (1071年)
カッセルの戦い（英語：Battle of Cassel）とは、1071年2月に北フランスで発生した戦闘である。この戦闘はフランドル家中の内紛の結果起きた戦いであり、ロベール1世とその甥であるフランドル伯アルヌール3世（ボードゥアン6世の子）がフランドル伯爵位を巡って戦火を交えた。戦闘はロベールの勝利に終わり、アルヌール3世は戦死した。
アルヌール3世は1070年に父ボードゥアン6世の後を継いだが、母であるリシルド・ド・エノーの支援を受けていた。しかし、ロベール1世はフランドル伯位の継承に異議を唱え、主に北フランドルで支持を集め始めた（この地域にはアルヌール3世の軍の主力が駐屯していた）。アルヌール3世の陣営にはブローニュ伯ウスタシュ2世とウスタシュ3世が加わり、また、フランス王フィリップ1世の支援も受けていた。 フィリップ王は援軍として、ウィリアム・フィッツオズバーン率いる10人のノルマン騎士を派遣した。
ロベール軍は、アルヌール軍が十分に組織化される前に攻撃を仕掛けた。この戦闘でアルヌール3世とウィリアム・フィッツオズバーンは戦死し、アルヌール3世の母リシルドはロベール軍に捕らえられた。しかし、ロベール自身もウスタシュ2世によって捕らえられた。最終的に、リシルドとロベールは捕虜交換によって解放された。
戦後、ロベール1世はフランドル伯に就任し、1093年まで統治した。彼は義理の娘であるベルト・ド・オランドをフィリップ1世に嫁がせることでフランス王との友好関係を築いた。